# 圣弗朗西斯科迪萨利斯
圣弗朗西斯科迪萨利斯是巴西米纳斯吉拉斯州的一个市镇。总面积1128.745平方公里，总人口5167人，人口密度4.6人/平方公里。